# Ermita de Santa Llúcia (Ibi)
L'ermita de Santa Llúcia és un temple ubicat en la localitat d'Ibi (l'Alcoià, País Valencià). S'alça sobre les restes del Castell Vermell. Té la categoria de Bé de Rellevància Local.
L'edifici s'alça en el cim del turó homònim, en el qual s'han trobat jaciments de l'Edat de Bronze. En l'època de dominació musulmana hi havia el conegut com Castell Vermell, amb aquest nom a causa del color del terra de la muntanyeta. Amb la conquesta cristiana, es va convertir en una ermita, dins del grup de les catalogades com de Reconquesta, d'estil gòtic.
Es desconeix la data exacta de la construcció. La primera referència data de 1559, mentre que en 1593 hi ha documents que parlen d'obres en l'ermitori. Va ser destruïda per un terratrèmol en l'any 1620. Tres segles i mig després, entre els anys 1976 i 1979, es va restaurar, com assenyala un retaule ceràmic commemoratiu.
L'ermita està feta amb mamposteria emblanquinada i cantonades reforçades amb carreus. El sostre és de volta, amb teula àrab. El conjunt s'obre amb un pòrtic amb una entrada d'arc de mig punt. Sobrepassat, a l'esquerra està l'ermita i a la dreta tres arcades obertes al paisatge, amb una altra arcada al front. La façana del temple té tres arcs apuntats, que es corresponent amb els oberts al pòrtic, el segon dels quals obre a l'interior. Ací hi ha una planta de nau única, amb capelles al costat dret, comunicades per les obertures dels contraforts. A la banda esquerra s'ubiquen altres dues capelles i les dependències de l'ermità. El conjunt també compta amb un campanar adossat a la façana, de planta quadrada, a quatre aigües. Es comunica amb la vila d'Ibi per un carrer i per una escalinata de 204 graons, construïda en l'any 1982.